# Henryhowella digitalis
Henryhowella digitalis is een mosselkreeftjessoort uit de familie van de Trachyleberididae. De wetenschappelijke naam van de soort is voor het eerst geldig gepubliceerd in 1974 door Levinson.